# Západoturkické jazyky
Západoturkické jazyky jsou podskupinou turkických jazyků.

## Dělení
- Západoturkické jazyky
  - Ogurské nebo Bulgarské
    - Bulgarština - vymřelá
    - Čuvaština
    - Hunština - vymřelá
    - Chazarština - vymřelá
    - Turkoavarština - vymřelá

  - Oguzské jazyky
    - Západní
      - Ázerbájdžánština
      - Balkánská gagauzština
      - Gagauzština
      - Krymskotatarština - příbuzná i s kypčackými jazyky
      - Osmanská turečtina - vymřelá
      - Pečeněžština - vymřelá
      - Staroanatolská turečtina
      - Turečtina

    - Východní
      - Chorasanská turečtina
      - Turkmenština
      - Salarština

    - Jižní
      - Afšarština
      - Kaškajština (Sonqoriština, Ajnalluština)
      - Urumština

  - Kypčacké jazyky
    - Západokypčacké jazyky
      - Západní Kypčacko-kumanské jazyky
        - Ferganská Kipčakština - vymřelá
        - Karačajsko-balkarština
        - Karaimština
        - Krymčakština
        - Krymská tatarština
        - Kumánština - vymřelá
        - Kumyčtina
        - Kipčakština - vymřelá

      - Severní Kypčacko-bolgarské jazyky
        - Barabština
        - Baškirština
        - Mišarština
        - Starotatarština - vymřelá
        - Tatarština

      - Jižní Kypčacko-nogajské jazyky
        - Karakalpačtina
        - Kazaština
        - Nogajština

    - Východokypčacké jazyky
      - Východní Kypčacko-kyrgyzské jazyky
        - Altajština (Altajština původní, Maymaština, Telengitština, Tölösština, Čuyština, Teleutština, Ojrotština = Tuvanština, Sojotština, Uriankhajština)
        - Kyrgyzština

  - Ujgurské nebo Čagatajské
    - Západní
      - Uzbečtina

    - Východní
      - Ajnština
      - Čagatajština - vymřelá
      - Ili turečtina
      - Lopština
      - Tarančiština
      - Ujgurština
      - Staroturečtina - vymřelá